# Suzanne Giesen
Suzanne Giesen (22 juni 1993) is een Nederlands voormalig voetbalster die in de zomer van 2018 uitwam voor Wellington United en na de zomer aansloot bij de hoofdmacht van FC Twente. Hiervoor kwam ze vier seizoenen uit voor PEC Zwolle. In  2024 beëindigde ze voor de derde keer haar carrière.

## Carrièrestatistieken
Giesen begon haar loopbaan in de jeugd van Sportclub Groessen, ze stapte later over naar RKHVV. In 2012 ging ze naar het Engelse Queens Park Rangers om na een jaar weer terug te keren bij haar oude club RKHVV. Na dat seizoen sloot ze aan bij Eredivisionist PEC Zwolle. Op 2 september 2014 maakte ze haar debuut in de wedstrijd tegen KAA Gent Ladies, ze viel in de 54e minuut in voor Marije van Dam. Na vier seizoenen stapte ze over naar Wellington United uit Nieuw-Zeeland. In augustus 2018 is ze aangesloten bij FC Twente. Bij FC Twente maakte ze haar competitiedebuut tegen PSV op 7 september 2018. In dit seizoen werd FC Twente kampioen van de eredivisie vrouwen. Ook in seizoen 2019/2020 is ze onderdeel van de selectie. Na dit seizoen besloot Giesen te stoppen met voetballen. In 2021 besloot Giesen toch weer terug te keren bij FC Twente. In het seizoen 2021/22 werd Giesen opnieuw landskampioen met de Tukkers. In 2023 besloot Giesen, na de met FC Twente gewonnen Eredivisie Cup finale voor de tweede keer te stoppen met voetballen. Oud-ploeggenote en huidig technisch manager bij PSV, Maud Roetgering, weet Giesen toch weer te overtuigen om de voetbalschoenen weer aan te trekken. In het seizoen 2023/24 kwam Giesen uit voor de Eindhovenaren waarna ze definitief een einde aan haar carrière maakte.

### Carrièrestatistieken
| Seizoen                         | Club              | Land            | Competitie          | Competitie | Competitie | Beker | Beker | Internationaal | Internationaal | Overig | Overig | Totaal | Totaal |
| Seizoen                         | Club              | Land            | Competitie          | Wed.       | Dlp.       | Wed.  | Dlp.  | Wed.           | Dlp.           | Wed.   | Dlp.   | Wed.   | Dlp.   |
| ------------------------------- | ----------------- | --------------- | ------------------- | ---------- | ---------- | ----- | ----- | -------------- | -------------- | ------ | ------ | ------ | ------ |
| 2014/15                         | PEC Zwolle        | Nederland       | Women's BeNe League | 19         | 1          | 1*    | 0     | –              | –              | –      | –      | 20     | 1      |
| 2015/16                         | PEC Zwolle        | Nederland       | Eredivisie          | 18         | 0          | 0     | 0     | –              | –              | –      | –      | 18     | 0      |
| 2016/17                         | PEC Zwolle        | Nederland       | Eredivisie          | 25         | 4          | 2     | 0     | –              | –              | –      | –      | 27     | 4      |
| 2017/18                         | PEC Zwolle        | Nederland       | Eredivisie          | 18         | 1          | 1     | 0     | –              | –              | –      | –      | 19     | 1      |
| 2018/19                         | Wellington United | Nieuw-Zeeland   | W-league            | 7          | 11         | 2     | 2     | –              | –              | –      | –      | 9      | 13     |
| 2018/19                         | FC Twente         | Nederland       | Eredivisie Vrouwen  | 19         | 1          | 8     | 0     | –              | –              | –      | –      | 26     | 1      |
| 2019/20                         | FC Twente         | Nederland       | Eredivisie Vrouwen  | 11         | 1          | 8     | 0     | –              | –              | –      | –      | 26     | 1      |
| 2020/21                         | FC Twente         | Nederland       | Eredivisie Vrouwen  | 11         | 2          | 2     | 1     | –              | –              | –      | –      | 13     | 3      |
| 2021/22                         | FC Twente         | Nederland       | Eredivisie Vrouwen  | 15         | 2          | 1     | 0     | 4              | 0              | –      | –      | 19     | 2      |
| 2022/23                         | FC Twente         | Nederland       | Eredivisie Vrouwen  | 17         | 3          | 4     | 0     | 2              | 0              | 3      | 2      | 21     | 3      |
| 2023/24                         | PSV               | Nederland       | Eredivisie Vrouwen  | 16         | 0          | 0     | 0     | –              | –              | –      | –      | 16     | 0      |
| Carrière totaal                 | Carrière totaal   | Carrière totaal | Carrière totaal     | 169        | 15         | 15    | 3     | 12             | 0              | 9      | 2      | 205    | 21     |
| Bijgewerkt tot 14 november 2024 |                   |                 |                     |            |            |       |       |                |                |        |        |        |        |